# Tribunal Superior de Justicia del País Vasco
El Tribunal Superior de Justicia del País Vasco (en euskera Euskal Autonomia Erkidegoko Auzitegi Nagusia, abreviadamente TSJPV)  es el máximo órgano del poder judicial en la comunidad autónoma española del País Vasco. Tiene su sede en Bilbao.

## Historia
Su antecedente más directo fueron las antiguas Audiencias Territoriales nacidas en 1812. El actual Tribunal Superior de Justicia del País Vasco fue creado en 1985 a partir del artículo 26 de la Ley Orgánica del Poder Judicial, constituyéndose el 23 de mayo de 1989.

## Competencias
El Tribunal Superior de Justicia del País Vasco es un órgano jurisdiccional colegiado de la administración de justicia en España que culmina la organización judicial en el País Vasco en cuyo territorio ejerce las funciones dentro del principio de unidad de todo el Estado, de conformidad con lo dispuesto en el artículo 152 de la  Constitución de 1978 y el Estatuto de Autonomía.

En relación con la Administración de Justicia, exceptuada la jurisdicción militar, la Comunidad Autónoma del País Vasco ejercerá, en su territorio, las facultades que las Leyes Orgánicas del Poder Judicial y del Consejo General del Poder Judicial reconozcan, reserven o atribuyan al Gobierno. Artículo 13 del Estatuto de Autonomía

Tiene competencia en materias civiles, penales, contencioso-administrativas y sociales.

La competencia de los Órganos jurisdiccionales en el País Vasco se extiende:
- En el orden civil, a todas las instancias y grados, incluidos los recursos de casación y de revisión en las materias del Derecho Civil Foral propio del País Vasco.
- En el orden penal y social, a todas las instancias y grados, con excepción de los recursos de casación y de revisión.
- En el orden contencioso-administrativo, a todas las instancias y grados cuando se trate de actos dictados por la Administración del País Vasco en las materias cuya legislación exclusiva corresponde a la Comunidad Autónoma, y, en primera instancia, cuando se trate de actos dictados por la Administración del Estado.
- A las cuestiones de competencia entre Órganos judiciales del País Vasco.
- A los recursos sobre calificación de documentos referentes al Derecho privativo vasco que deban tener acceso a los Registros de la Propiedad.
- En las restantes materias se podrán interponer ante el Tribunal Supremo los recursos que, según las Leyes, procedan. El Tribunal Supremo resolverá también los conflictos de competencia y de jurisdicción entre los Órganos judiciales del País Vasco y los demás del Estado. Artículo 14 del Estatuto de Autonomía

## Organización

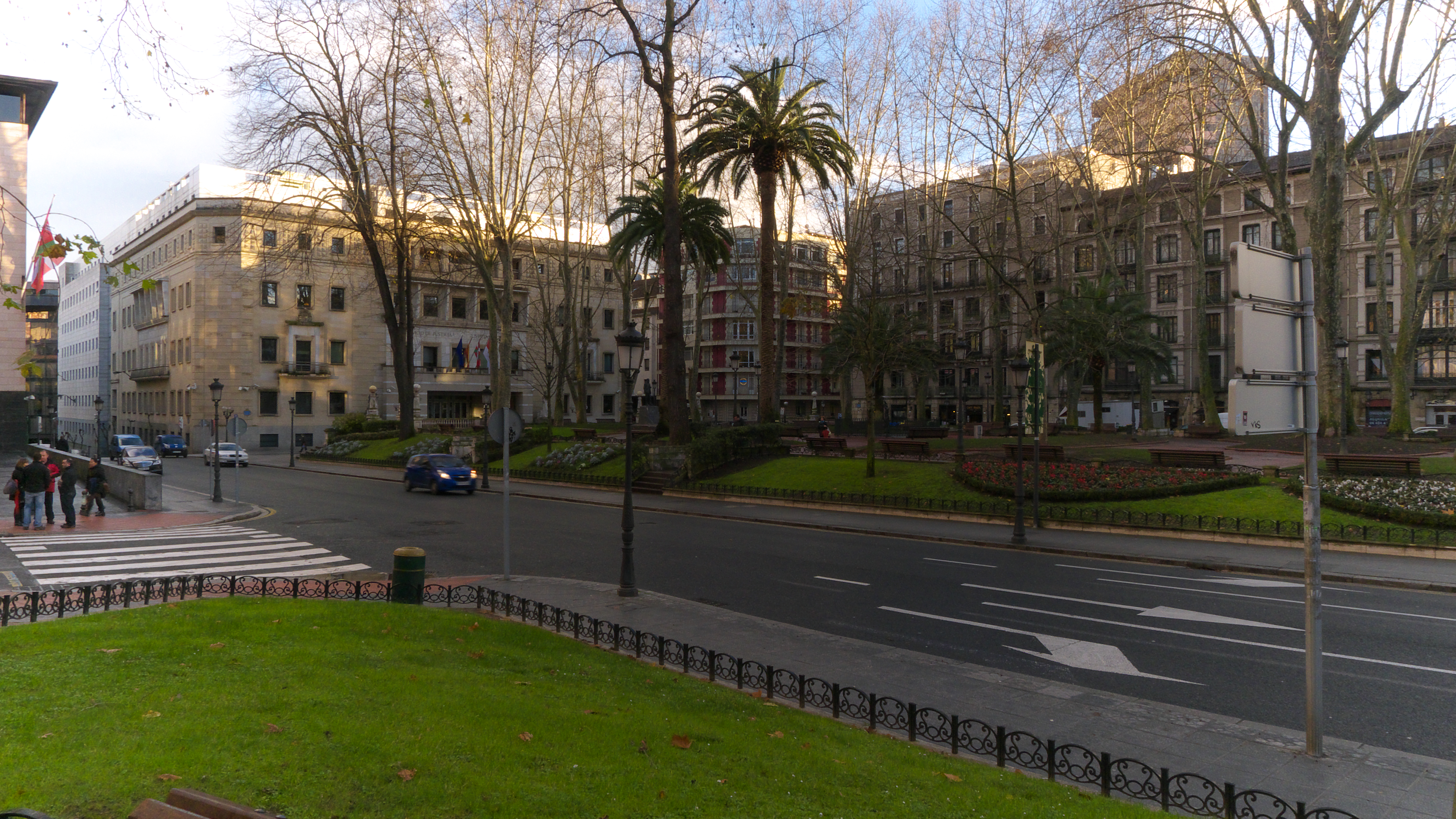
Vista de la sede del Tribunal Superior de Justicia del País Vasco en la Jardines de Albia.

El alto tribunal vasco se divide en cinco órganos:
- La Sala de Gobierno
- La Sala de lo Civil y Penal
- La Sala de lo Contencioso-Administrativo
- La Sala de lo Social
- La Sala Especial

La Sala de Gobierno está formada por el presidente del Tribunal, los Presidentes de las tres salas, los de las Audiencias Provinciales de Guipúzcoa, Álava y Vizcaya y seis magistrados o jueces elegidos por las asociaciones profesionales con implantación territorial en el País Vasco. No tiene funciones jurisdiccionales, sino de gobierno y administración interna.
La Sala Especial trata las recusaciones formuladas contra el presidente, los presidentes de Sala o de las Audiencias Provinciales.

## Composición
Existe un Presidente del Tribunal Superior, un Presidente para cada una de las Salas, un Presidente para cada una de las secciones: civil, penal, social, contencioso-administrativo, así como un número variable de magistrados en función del trabajo del Tribunal.
La provisión de las plazas se hace por concurso, siempre siguiendo las normas generales aplicables a todo el Estado:

El nombramiento de los Magistrados, Jueces y Secretarios se efectuará en la forma prevista en las Leyes Orgánicas del Poder Judicial y del Consejo General del Poder Judicial, siendo mérito preferente el conocimiento del Derecho Foral Vasco y el del euskera, sin que pueda establecerse excepción alguna por razón de naturaleza o de vecindad. Artículo 35 del Estatuto de Autonomía

## Sede
El Tribunal Superior de Justicia del País Vasco tiene su sede en el Palacio de Justicia de Bilbao situado en la villa de Bilbao.

## Presidencia
El actual presidente del Tribunal Superior de Justicia del País Vasco es, desde el 29 de abril de 2021, Ignacio José Subijana Zunzunegui.